# La Hong

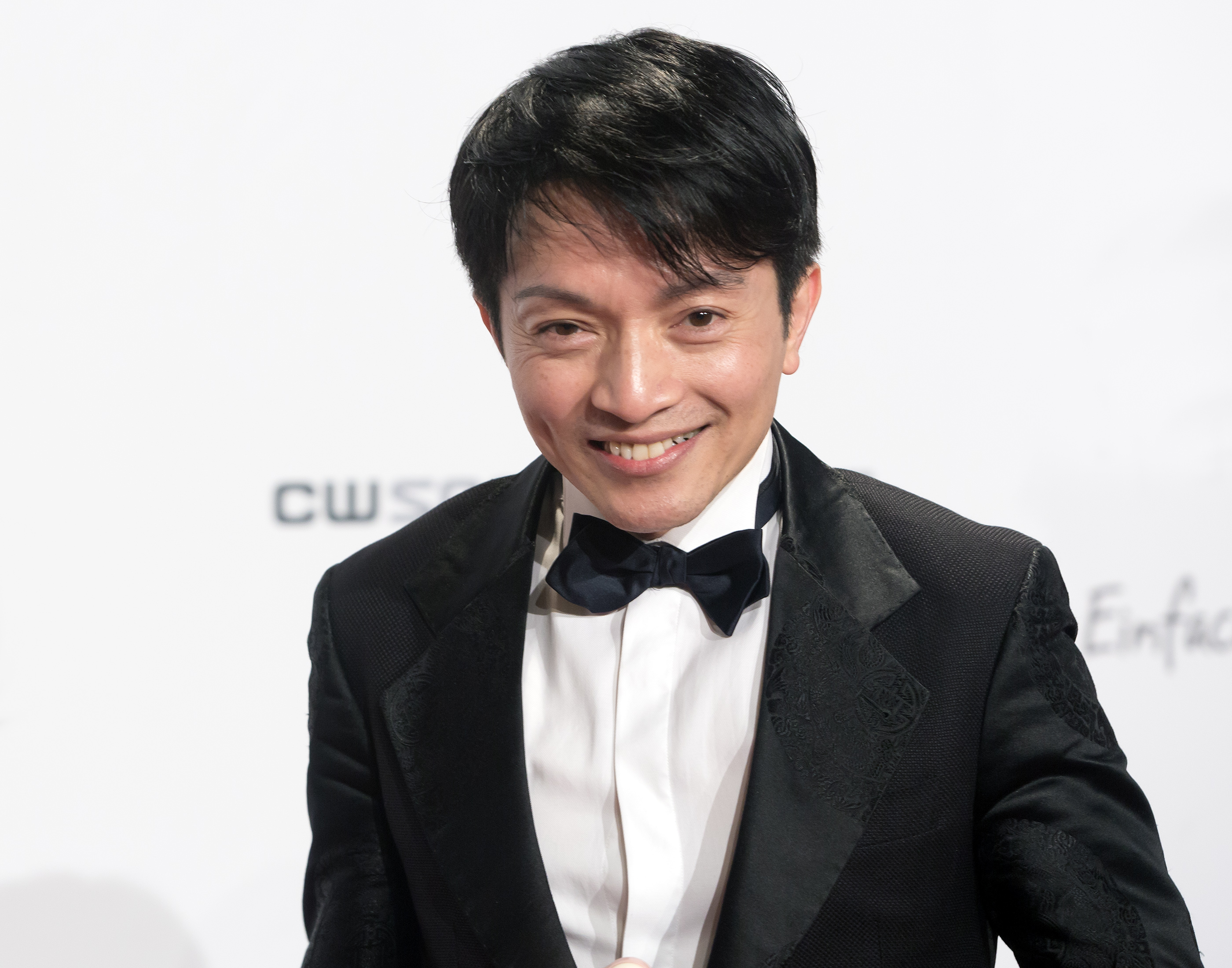
La Hong Nhut (2015)

La Hong Nhut (* 12. Dezember 1967 in Sài Gòn, Südvietnam) ist ein österreichischer Modeschöpfer. Er betreibt in Wien das Modelabel „La Hong Nhut“ und vertreibt eine Prêt-à-porter-Linie.

## Leben
La Hong wurde als fünftes von acht Kindern geboren. Sein Vorname Nhut bedeutet auf Vietnamesisch „Der rosa Sonntag“. Sein Vater war Zahnarzt und seine Mutter Schneiderin. Mit 14 Jahren wanderte er 1981 gemeinsam mit seiner Familie nach Österreich aus. Die Familie siedelte sich in Vorarlberg an. In Bregenz wurde er trotz seines Alters wegen fehlender Deutschkenntnisse in die vierte Klasse der Volksschule eingeschult. Nach Abschluss der Hauptschule absolvierte er eine Lehre als technischer Zeichner. Doch schon damals interessierte er sich mehr für Textildesign und so zog er auf den Rat seines Freundeskreises und ohne Wissen seiner Familie nach Wien und besuchte dort die HTBLVA Spengergasse im Fach Mode- und Musterzeichnen.
Neben seiner Ausbildung arbeitete er in einer Boutique in der Wiener Innenstadt als Gehilfe. Nach Abschluss des Zivildienstes im Krankenhaus Lainz, begann La Hong als selbständiger Änderungsschneider für verschiedene Wiener Boutiquen zu arbeiten. Daneben designte er mehrmals Theaterkostüme für die Sommerbühne Klagenfurt, besuchte die Abendschule und schloss schließlich die Meisterprüfung als Damenkleidermacher ab. Im Jahr 2003 eröffnete er sein eigenes Geschäft. In der Folge begann er, seine eigenen Kreationen zu verkaufen, für die er bald Preise gewann: 2003 den „Coral Fashion Award 2003“ und den „Pierre Lang Fashion Award 2003“, 2004 und 2005 den „Renault Haute Couture Publikumspreis“ und 2005 den „Wien Couture Preis“ sowie 2012 den RESL Award 2012.
2006 übersiedelte La Hong mit seinem Atelier in die noble Wiener Kärntner Straße. Mediale Aufmerksamkeit erregte er auch durch die Opernballroben, die er für Christina Lugner und Carmen Electra kreierte. Im Jahr 2007 kam er selbst als Gast zum Opernball und erregte durch seinen Auftritt mit einem Elvis-Presley- und einem Marilyn-Monroe-Double Aufsehen.
Von November 2007 bis Juni 2009 war La Hong Mitgesellschafter der La Hong GmbH. Er war in dieser Zeit auf Society-Events vertreten. Im Jahr 2008 designte er die Ausstattung des österreichischen Sportlerteams für die Olympischen und Paralympischen Spiele in Peking (2008). Im Jahr 2009 kreierte er unter der Marke „lineight“ seine erste Prêt-à-porter Kollektionen für den österreichischen Diskonter Hofer.
2009 erfolgte die Trennung von der GmbH, La Hong fungierte in der Folge als Einzelunternehmer. Im Jahr 2011 wurde die Nhut La Hong Design GmbH gegründet. 2011 zeigte er auf einer Wohltätigkeitsgala in Hanoi erstmals seine Mode in seiner alten Heimat Vietnam. Fünf ehemalige Miss Austria präsentierten dabei seine Kreationen.
2012 eröffnete die Nhut La Hong Design GmbH ihren Flagship-Store, mit angeschlossenem Atelier, Schneiderei und Büroräumlichkeiten im Stilwerk in Wien. Im Jahr 2021 eröffnete La Hong sein spezielles Kunstatelier für verschiedene Künstler am Kohlmarkt (Wien). Vertreten sind Künstler wie Stephanie Leitner, Giorgio Craita, Roland Zulehner und Brigitte Riedel.

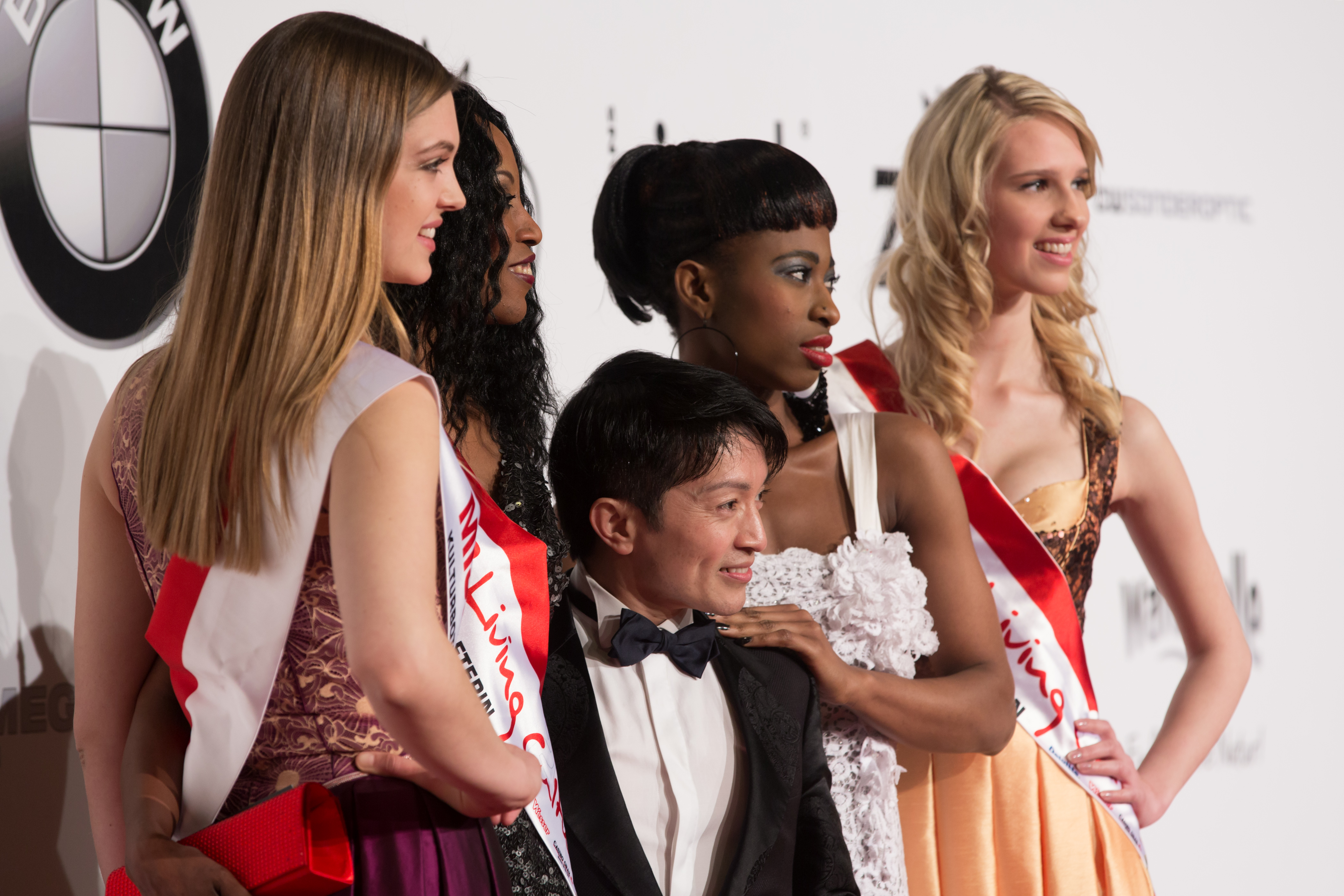
La Hong (2015)